# Escadórios do Bom Jesus

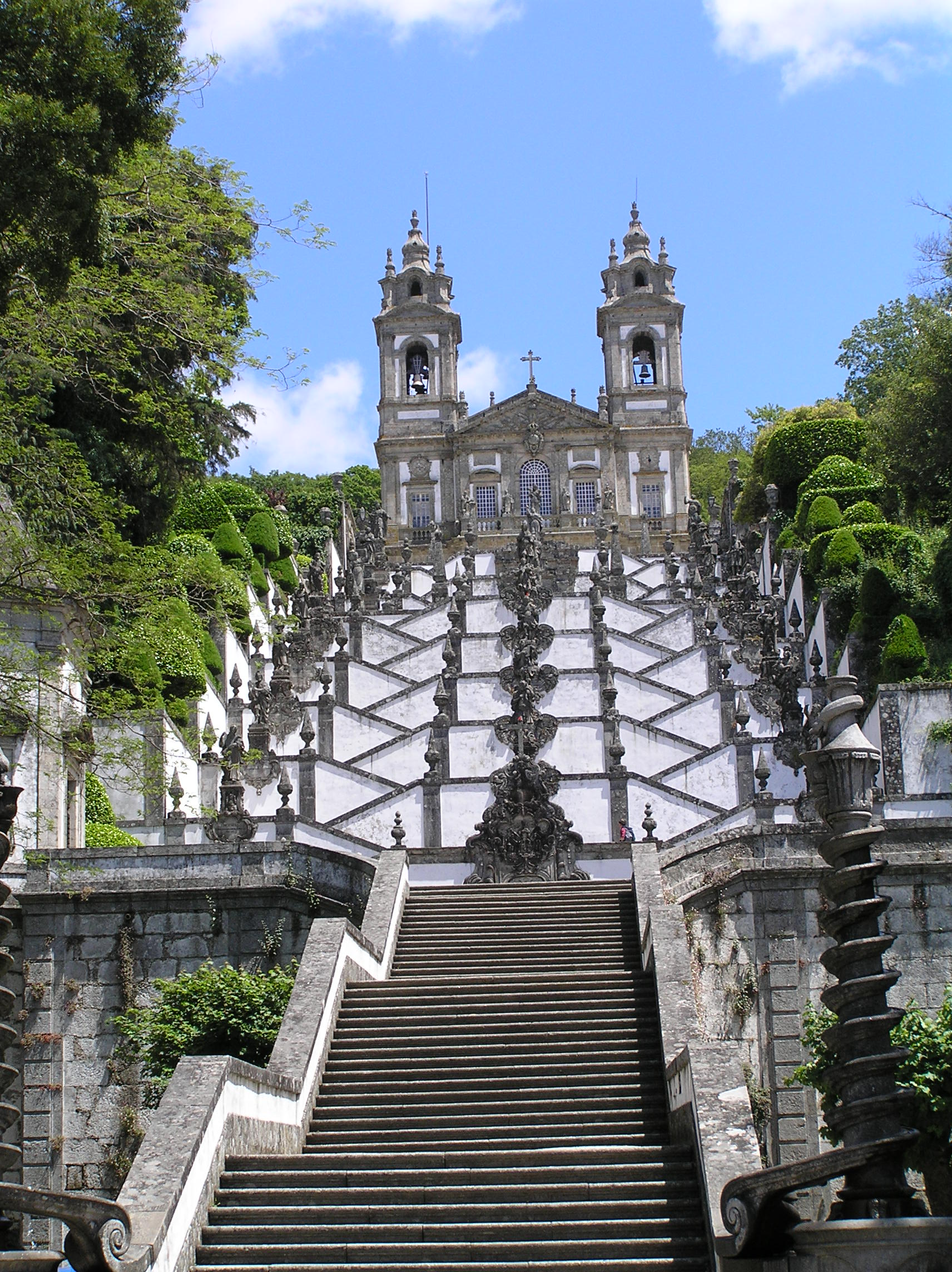
Santuário do Bom Jesus do Monte

Os Escadórios do Bom Jesus do Monte localizam-se no Santuário do Bom Jesus do Monte, na freguesia de Tenões, na cidade e município de Braga, distrito de mesmo nome, em Portugal. Ligam a parte alta da cidade ao Santuário, vencendo um desnível de 116 metros de altura, e seguem um percurso paralelo ao do Elevador do Bom Jesus.
Ao longo do escadório erguem-se capelas que representam a Via Sacra do Bom Jesus além de fontes ornamentais esculturas alegóricas e representando personagens bíblicas.
Estão divididos em três grandes lanços: o chamado "Escadório do Pórtico", o "Escadório dos Cinco Sentidos" e o "Escadório das Três Virtudes".

## Escadório do Pórtico

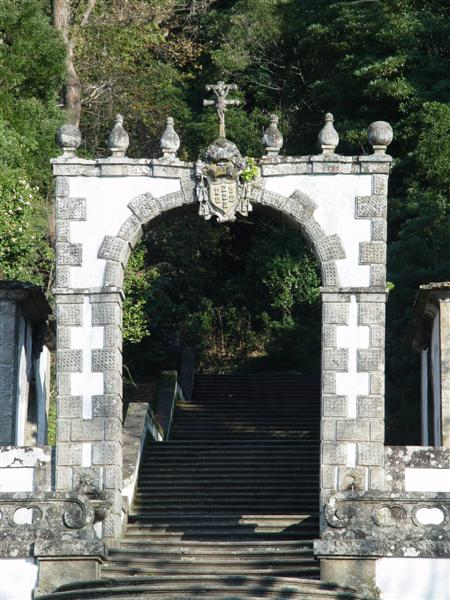
Santuário do Bom Jesus: Pórtico

O Pórtico do Bom Jesus localiza-se na parte inferior do primeiro lanço da escadaria. Erguido em 1723, nele se inscreve o brasão do responsável pela sua construção, o então Arcebispo de Braga, D. Rodrigo de Moura Teles.
No exterior dos pilares encontram-se duas inscrições:
"Jerusalem sancta restaurada e reedificada no anno de 1723"
e
"Pelo illustrissimo senhor Dom Rodrigo de Moura Telles Arcebispo primaz"
Neste lanço inicial encontram-se as primeiras capelas da Via-Sacra: "Cenáculo", "Horto", "Prisão", "Trevas", "Açoutes", "Coroação", "Pretório", "Caminho do Calvário", "Queda" e "Crucificação".

## Escadório dos Cinco Sentidos

### História
Este lance dos escadórios também é da responsabilidade do arcebispo D. Rodrigo de Moura Teles, que não os chegou a ver concluídos, pois morreu em 4 de Setembro de 1728.
Para a conclusão, a administração da confraria obteve os recursos de um modo singular.
A Companhia de Jesus e o seu colégio da Igreja de São Paulo em Braga estava em litígio com outros colégios de Braga, em particular com o Convento dos Congregados. Houve então em Braga manifestações dos estudantes dos outros colégios contra os jesuítas. Esses conseguiram fazer prender os rapazes mais rebeldes e obrigar as suas famílias a pagar multas proporcionais aos seus rendimentos. O dinheiro recebido foi entregue à confraria para a feitura das estátuas de pedra que terminariam o escadório dos cinco sentidos. Os jesuítas inspirados na mitologia grega escolheram as figuras que a Mesa da Confraria, em Edital de 22 de Abril de 1774, julgou indecorosíssimas e indecentíssimas. Em satisfação a esse edital foram mudados os nomes e os dísticos às imagens. Argos passou a chamar-se Vir Prudens; Orfeu, Editum; Jacinto,Vir Sapiens; Ganimedes, Joseph e Midas, Salomão.

### Descrição

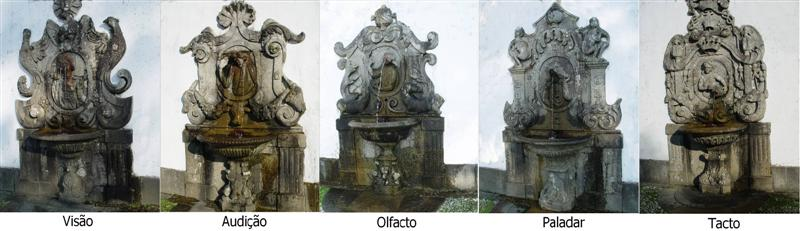
Fontes alegóricas aos cinco sentidos

Nessa parte do escadório estão cinco lances de escadas, intervalados por patamares com fontes alegóricas aos cinco sentidos, pela seguinte ordem: Visão, Audição, Olfacto, Paladar, Tacto.

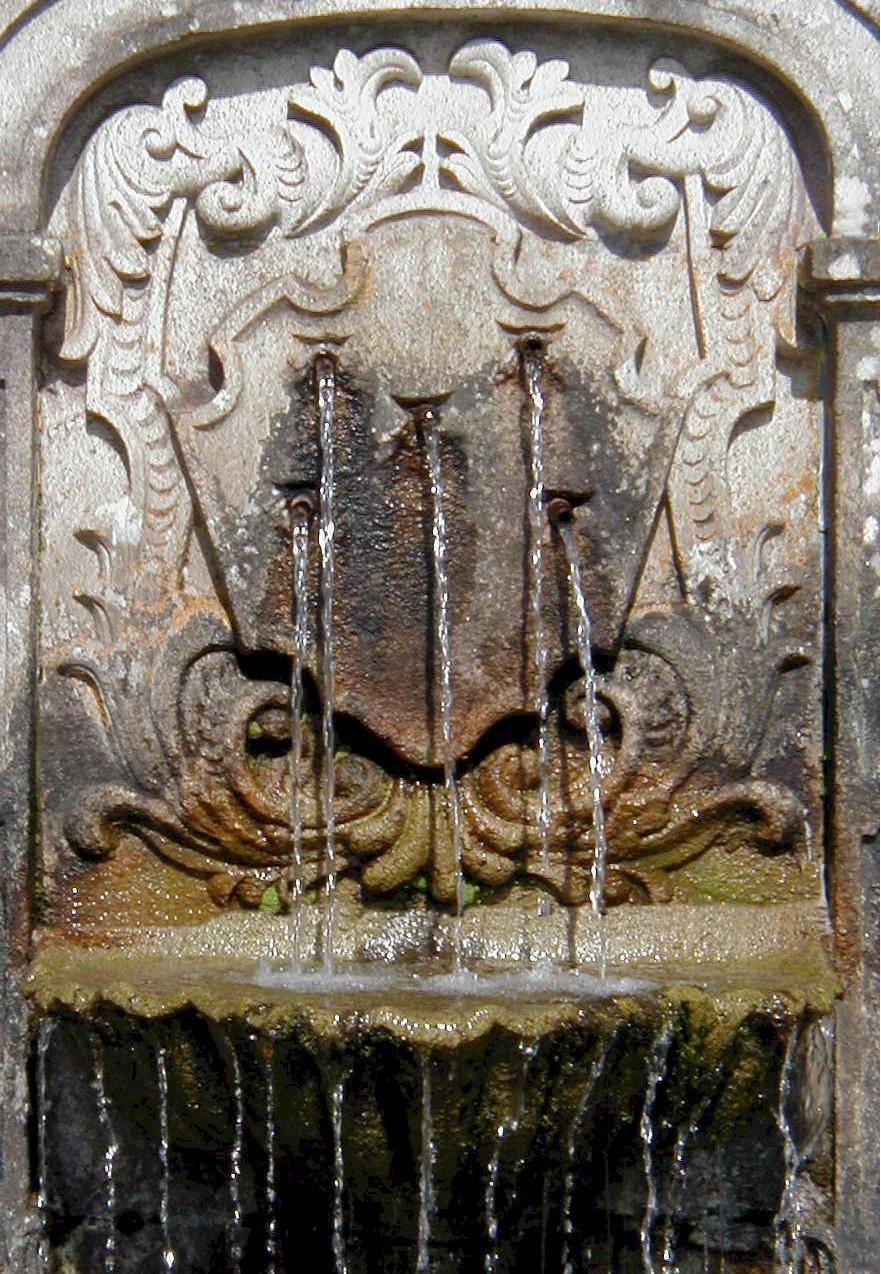
Fonte das Cinco Chagas

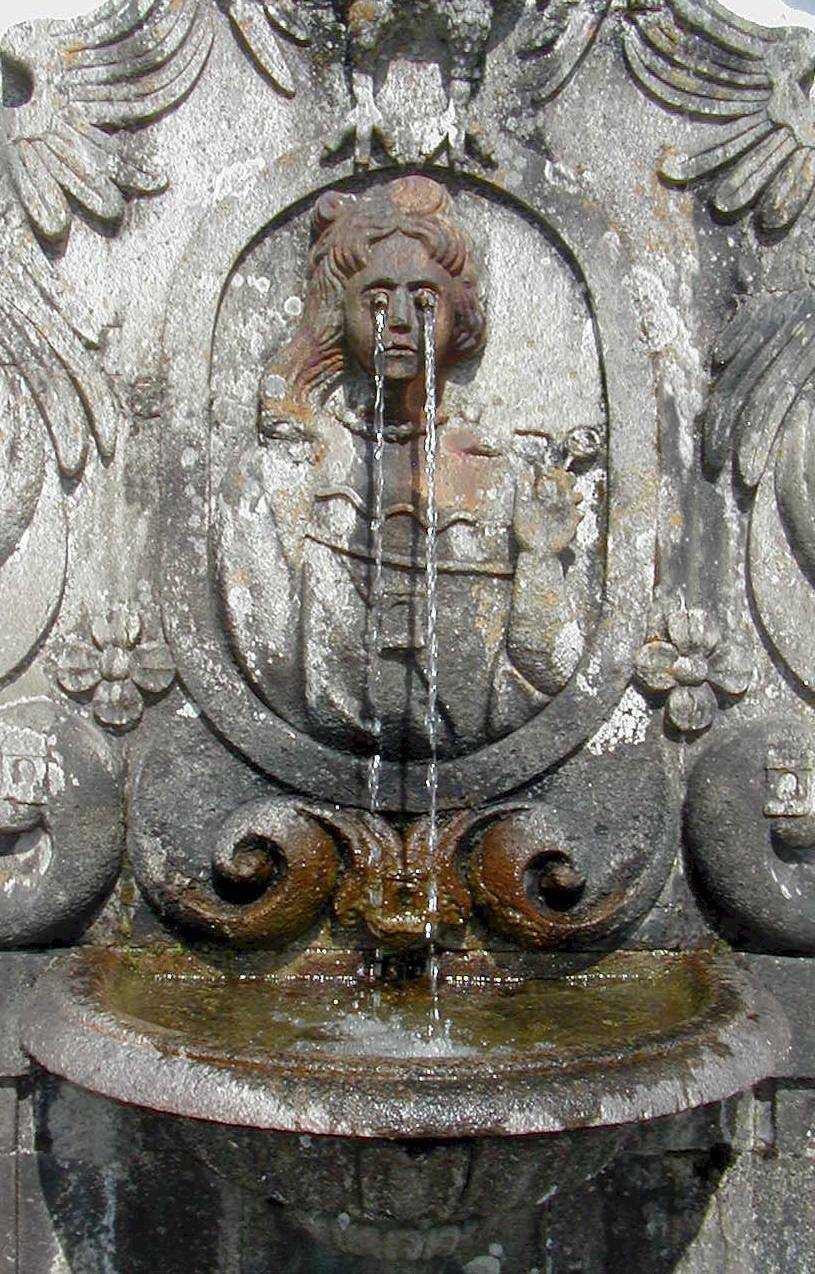
Fonte da Visão

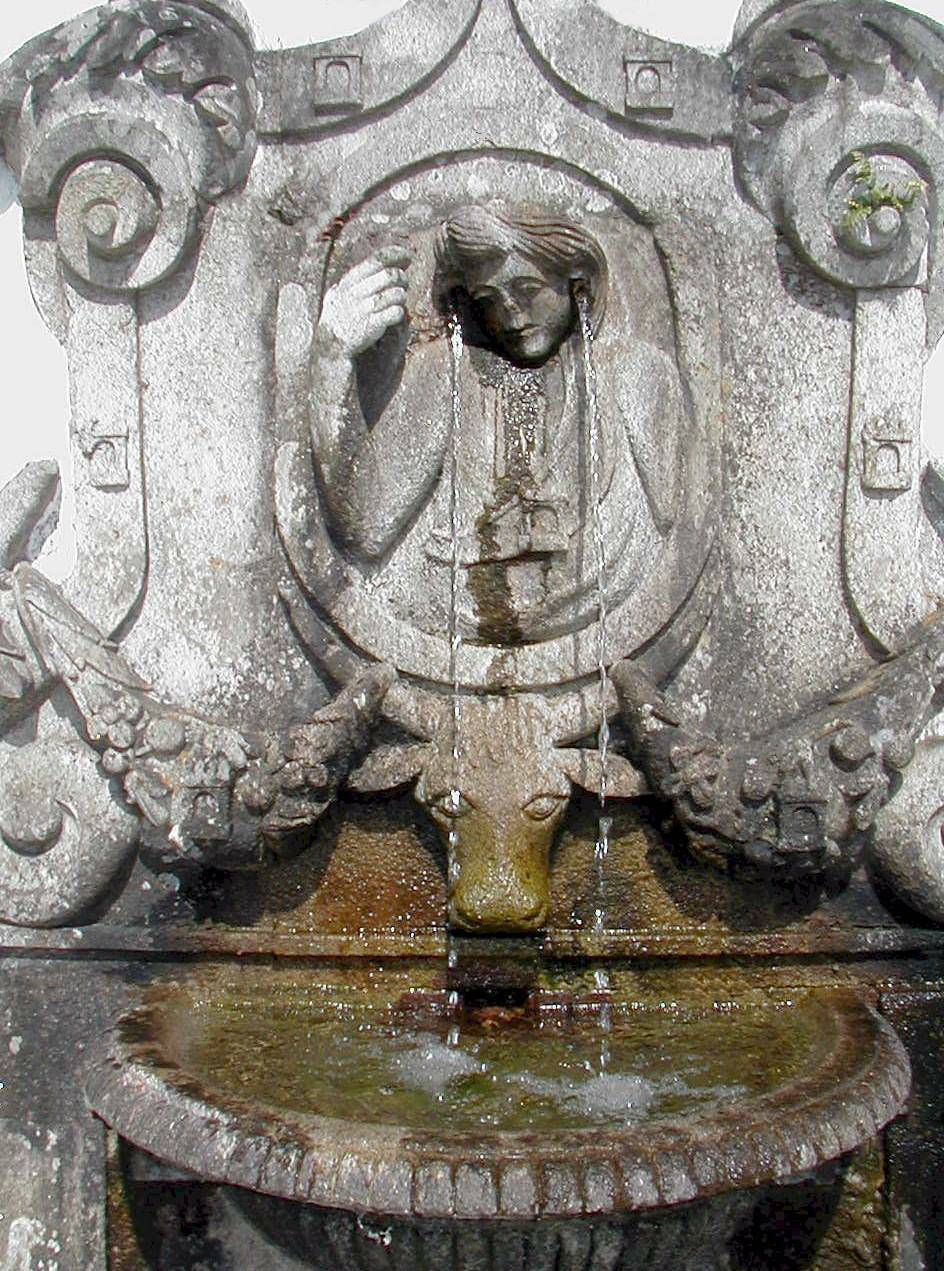
Fonte do Ouvido

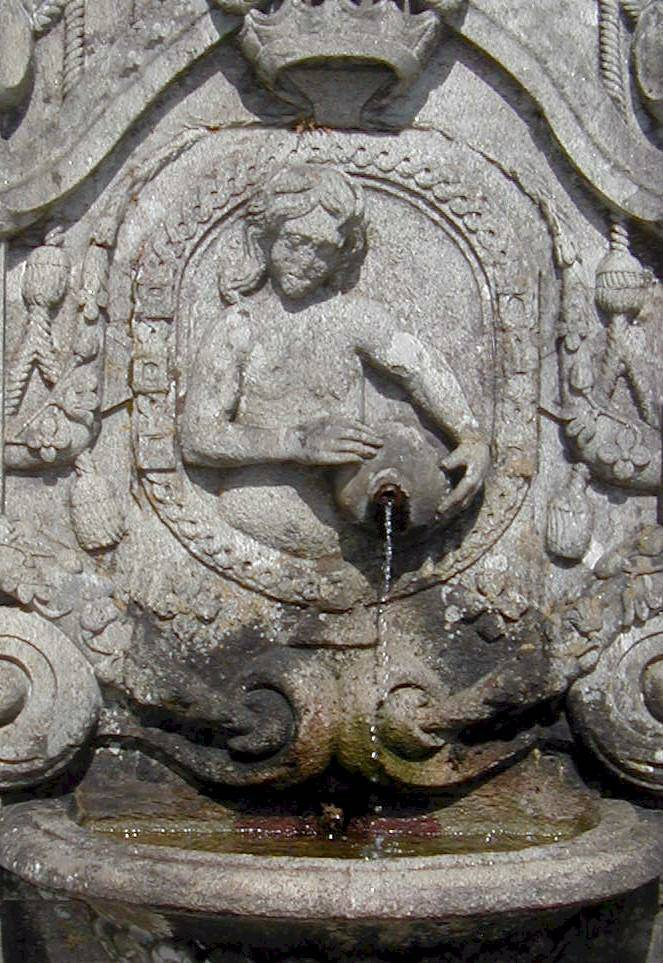
Fonte do Tacto

#### Fonte das Cinco Chagas
A primeira fonte, a das Cinco Chagas, lança numa concha em pedra cinco vertentes saídas dum escudo ornamentado na parte superior com os instrumentos da paixão.
Tem a seguinte inscrição: Purpureos fontes odium reseravit adoxum nunc in chrisrallos hic amargo vertit amor - «Fontes de púrpura abriu então o ódio amargo; agora o amor transforma-os aqui em cristais para ti».

#### Fonte da Visão
Na fonte da Visão existe uma estátua lançando água pelos olhos e tem na mão esquerda uns óculos. Três águias olham para o sol.
A estátua central é a imagem de um pastor com a mão sobre o peito e os olhos fechados. A inscrição é Vir prudens quasi in somnis vide et vigilabis. Eccles. C. 13, v. 17. - «Varão prudente, toma-as (as lisongeiras palavras) por um sonho e assim vigiarás».
À direita, a estátua de Moisés, tendo na cabeça dois raios de luz e na mão direita a vara com a serpente enroscada. A inscrição diz: Moyses. Quem cumpercussi aspicerent, sanabantur. Num.21, 9. - «Moisés. Aqueles que, feridos, a olhavam, saravam».
À esquerda, a estátua de Jeremias representa o sol e tem na mão direita uma vara com olhos, significando a que lhe mostrou numa visão. Na inscrição diz:  Jeremias. Virgam vigilantem ego video. Jer. I -«Eu vejo uma vara vigilante».

#### Fonte da Audição
A fonte da audição, está representada por uma figura que lança água pelos ouvidos. Por baixo três cabeças de boi.
A estátua central é de um jovem a tocar cítara com a inscrição: Idithum. Qui in cithara pro phetabat super confitentes et laudantes dominum. Paral. 25, 3. - «Que cantava ao som da cítara, presidindo os que cantavam e louvavam o Senhor».
À esquerda está a estátua do Rei David tocando Harpa e a legenda David. Auditui meo dabis gaudium et laetitiam. Psalm. 50. - «Ao meu ouvido darás gozo e alegria».
À direita a figura de uma mulher a tocar lira que diz Esposa dos cantares. Sonet vox tua in auribus meis. Cant. 2 - «Tua voz soe aos meus ouvidos».

#### Fonte do Olfacto
Na fonte do Olfacto a figura da fonte deita água pelo nariz, tem nas mãos uma caixa aberta e de cada lado um cão.
A estátua por cima da fonte é de um varão sustendo a capa com a mão direita e pegando numa flor com a esquerda e a inscrição: Vir sapiens. Florete flores quasi lilium e date odorem. Eccl. 39, 19. - «Varão sábio. Dai flores como o lírio e rescendei suave cheiro».
À esquerda está Noé sustentando nos braços um cordeiro, junto dum altar com a inscrição: Noé. Odoratus est dominus odorem suavitatis. Genes. 8.- «Noé. Percebeu o Senhor um suave cheiro».
À direita Sunamites abraçada a uma palmeira dizendo: Sunnamites. Statura tua assimilata est palmae...et odor oris tui sicut malorum. Cant. Cantic. Cap. 7, vv 7 e 8. - «A tua estatura é semelhante a uma palmeira... e o cheiro da tua boca é como o das maçãs».

#### Fonte do Paladar
Na fonte do paladar a figura deita água pela boca e tem na mão esquerda uma maçã e de cada lado um macaco.
A estátua central representa José do Egipto com um cálice na mão direita e um prato com frutas na esquerda e a inscrição Joseph. De benedictione domini in terra ejus, de pomis coeli, et rore. Deuter. 33, 13. - «A tua terra seja cheia das bênçãos do senhor, dos frutos do céu e do orvalho».
À esquerda Jónatas com uma lança, desculpando-se de ter provado o mel do cortiço que tem ao lado, dizendo Jonathas. Gustans gustavi in sommitate vergae; et ecce morior... I Reg. C 14. - «Jonatas. Provei um pouco de mel na ponta duma vara; e eis porque morro...».
Na estátua da direita Esdras segurando um cálice e pão, com o letreiro: Esdras. Gusta panem et nom derelinquas nos sigut pastor in medio luporum. Esdr. 4 C. 5 -  «Esdras. Prova o pão, e não nos abandones, como o pastor no meio dos lobos».

#### Fonte do Tacto
Na fonte do Tacto uma figura tem uma bilha segurada por duas mãos, donde cai água, sendo as aranhas os animais simbólicos.
A estátua central da fonte é de Salomão, segurando o ceptro, com a inscrição: Salomão. Venter meus intremuit ad tactum ejus. Cant. Cap. 5, v 4. -  «Salomão. As minhas entranhas estremeceram ao seu toque».
À esquerda a estátua de Isaías que diz: Isaias. Tetigit os meum. Isai. 6 - «Isaias. Tocou a minha boca».
À direita a estátua de Isaac, cego com as mãos estendidas à procura do filho e proferindo:´´Isaac cego. Accedehuc, ut tangam te, filii mi. Genes, 27. - «Chega-te a mim, meu filho, para que te toque».

## Escadório das Três Virtudes
Data de 1837 e possui três fontes dedicadas às Virtudes teologais: Fé, Esperança e Caridade.

### Fonte da Fé
A fonte da Fé apresenta uma cruz simples com três goteiras nas aberturas dos cravos e a inscrição: Ejus fluent aquae vivae. Joan. 7, 38. - «Correrão dele águas vivas».
A estátua central representa a Fé, figura de mulher com os olhos vendados, segurando um cálice com uma hóstia na mão esquerda e com a direita apontando para o ouvido. Na legenda lê-se: Fé. Fides... Argumentum nom apparentium...Ex auditu: Auditus Autem per verbum Christi. Ad Hebr. 11, 1, Rom. 10, 17. - «Fé...argumento das coisas que se não vêem...a fé é pelo ouvido: e o ouvido pela palavra de Cristo».
À esquerda a estátua da docilidade. É uma mulher com o braço esquerdo levantado, apertando na mão uma serpente. No braço direito um escudo com uma cabeça de elefante, rematada por uma ampulheta coroada com uma serpente entre dois espelhos. A inscrição diz: Docilidade. Corde enim creditur ad justitian. Ad Rom. 10, 10. - «Com o coração se crê para alcançar a justiça».
À direita a estátua da confissão, sustentando na mão esquerda as Tábuas da Lei e com a direita apontando para os mandamentos. A inscrição diz: Confissão. Ore auten confessio fit ad saluten. Ad Rom. 10, 10. - «Mas com a boca se faz a confissão para conseguir a salvação.»

### Fonte da Esperança
A fonte da Esperança é simbolizada pela arca de Noé por baixo da qual cai água com a legenda:Arca in qua...animae salvae factae sunt...Petr. 3, V. 20. - «Arca na qual... se salvaram almas». A fonte tem no seu topo a estátua da esperança, pegando numa âncora na mão esquerda e uma pomba na direita e a inscrição: Esperança. Expectantes beatam spem et adventum gloriae. Ad Tit. 2, 13. «Aguardando esperança bem-aventurada e a vinda da glória.
Do lado esquerdo a estátua da Confiança com um navio na mão e a inscrição: Confidentia. In spe erit fortitudo vestra. Isai 30, 15. - « Na esperança estará vossa fortaleza.»
Do lado direito a estátua da Glória que segura o sol e uma palma com a inscrição: Gloria... Oculos non vidit nec auris audivit. Ad Corint. I C, 9. - «O olho não viu nem o ouvido ouviu».

### Fonte da Caridade
A Caridade é representada por duas crianças de pé, tendo nas mãos um coração com uma bica de água.
Ao centro e no plano superior está uma estátua de mulher com duas crianças nos braços e a inscrição: Caridade. Tria haec...major auten horum est charitas. Ad Corint. I C. 13, 13. - «São três estas virtudes... a maior delas, porém, é a caridade».
À esquerda a estátua da Benignidade. Uma figura feminina com diadema coroado pelo sol, encostada a um elefante, com os braços abertos e um ramo de pinheiro na mão direita. A inscrição diz: Benignidade. Charithas...benigna est. I Cor. 13, 4. - «A caridade é benigna».
À direita a estátua da Paz, com um ramo de oliveira na mão direita e a inscrição:Paz. Pax fratribus, et charitas cum fide. Eph. 6, 23. - «Paz seja aos irmãos e caridade com fé».

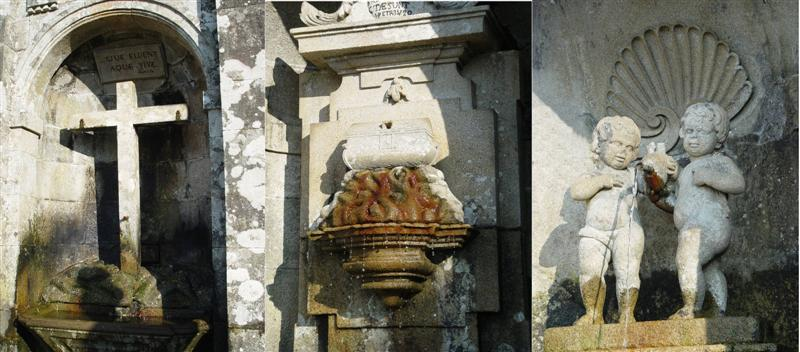
Fontes dedicadas às Virtudes

## Terreiro de Moisés
O escadório termina no Terreiro de Moisés a que se segue o Adro e a Basílica.